# گوهران
گوهران (نام قدیم: اَنگُهران) شهری در بخش گوهران شهرستان بشاگرد استان هرمزگان ایران است.

## جمعیت
بر پایه سرشماری عمومی نفوس و مسکن در سال ۱۳۹۵ جمعیت این مکان ۱٬۱۷۰ نفر (۳۲۳ خانوار) بوده‌است.

## آب و هوا و اقلیم
آب و هوای شهر گوهران به گونه ای است که تابستان ها گرم و زمستان ها سرد می باشد.

## بوستان ها و فضای سبزشهری
- پارک شهر

## فضاهای فرهنگی
- کتابخانه عمومی شهر گوهران
- حسینیه مرکزی
- مصلی شهر گوهران